# Desoxycytidin
Desoxycytidin (kurz dC oder in DNA-Sequenzen nur C) ist ein Nukleosid und besteht aus der Nukleinbase Cytosin und dem Zucker β-D-Desoxyribose.
Desoxycytidin ist Bestandteil der Desoxyribonukleinsäure (DNA) und bildet dort mit Desoxyguanosin ein Basenpaar. Das Analogon mit Ribose ist das Cytidin.

Strukturformel eines G-C-Basenpaars

Je nach Anzahl der Phosphatreste bildet es die Basis für die Nukleotide Desoxycytidinmonophosphat (dCMP), Desoxycytidindiphosphat (dCDP) oder Desoxycytidintriphosphat (dCTP). 
Unter physiologischen Bedingungen desaminiert ein geringer Teil des in der DNA enthaltenen Desoxycytidins zu Desoxyuridin, wofür spezielle Reparatursysteme in den Zellen existieren. Bei der Desaminierung von 5-Methyldesoxycytidin entsteht jedoch das auch normalerweise in der DNA enthaltene Desoxythymidin, das nicht als fehlerhaft erkannt werden kann, wodurch es sich in der nächsten Replikationsrunde mit Desoxyadenosin paaren kann, woraus sich dann eine Transition von Desoxycytidin nach Desoxythymidin und auf dem gegenüberliegenden DNA-Strang von Desoxyguanosin nach Desoxyadenosin ergeben wird.